# Liste der Naturdenkmale in Mauschbach
Die Liste der Naturdenkmale in Mauschbach nennt die im Gemeindegebiet von Mauschbach ausgewiesenen Naturdenkmale (Stand 23. Mai 2024).

## Naturdenkmale
| Nr.         | Bezeichnung        | Lage                             | Beschreibung | Bild                                    |
| ----------- | ------------------ | -------------------------------- | ------------ | --------------------------------------- |
| ND-7340-332 | Mauschbacher Linde | Hauptstraße, Ecke Lindenweg Lage | Tilia sp.    | Direkt Bild zu diesem Denkmal hochladen |